# Marco Donati
Marco Donati (Arezzo, 9 gennaio 1980) è un politico italiano.

## Biografia
Alle elezioni amministrative del 2006 viene eletto consigliere comunale di Arezzo, sotto l'amministrazione di Giuseppe Fanfani.
Nel 2008 diventa segretario comunale del Partito Democratico (PD) Arezzo rimanendo in carica fino al 2011, anno in cui diventa assessore al Bilancio, allo Sport, alle Politiche Giovanili e all'Innovazione del Comune di Arezzo fino al 2013 nella giunta di Giuseppe Fanfani.
Sostenitore del sindaco di Firenze Matteo Renzi, alle elezioni politiche del 2013 viene candidato, ed eletto, deputato alla Camera dei deputati nella XVII legislatura della Repubblica Italiana, tra le liste del PD nella circoscrizione Toscana.
Ad ottobre 2019, dopo aver partecipato alla 10ª Leopolda dove Matteo Renzi lancia a tutti gli effetti il suo partito di stampo liberale e centrista Italia Viva, ne aderisce ufficialmente dopo un periodo di riflessione.
Alle elezioni amministrative del 2020 si candida a sindaco di Arezzo con due liste civiche: "Scelgo Arezzo" e "Con Arezzo", contro il candidato del centro-destra, nonché sindaco uscente Ghinelli e Luciano Ralli del centro-sinistra. Al primo turno arrivando terzo ottenendo il 9,20% dei voti, non accedendo al ballottaggio. Diventa poi capogruppo di "Scelgo Arezzo", che conta due consiglieri comunali.